# یوایچی هیگاشی
یوایچی هیگاشی (انگلیسی: Yōichi Higashi) (زادهٔ ۱۴ نوامبر ۱۹۳۴) کارگردان فیلم و فیلم‌نامه‌نویس اهل ژاپن است.